# شريان ذيلي
الشريان الذيلي (بالإنجليزية: Caudal artery)‏ هو جزء من الشريان الأورطي الظهري في الفقاريات ويمر في الذيل. وهو يماثل الشريان العجزي الأوسط في الإنسان.